# 坂井仁美
坂井 仁美（さかい ひとみ、1968年8月12日 - ）は、元静岡けんみんテレビ（後の静岡朝日テレビ）のアナウンサー。退社後はフリーアナウンサーとして活動し、1993年4月から1997年3月までテレビ埼玉の契約アナウンサーを務めていた。福岡県出身。

## 担当番組
- SKT 600ステーション（静岡けんみんテレビ） - 「ウェザーたいむ」担当
- 朝一番天気!あさ天（日本テレビ）
- TVSニュース（テレビ埼玉）